# Susan Stafford
Susan Stafford, que nació como Susan Gail Carney el 13 de octubre de 1945 en Lynn, Massachusetts fue la copresentadora original de Wheel of Fortune desde el 6 de enero de 1975 hasta el 22 de octubre de 1982, y también regresó brevemente como una copresentadora invitada, sustituyendo para su sucesora, Vanna White, en 1986.
Casó a Gordon McLendon, un pionero de la radio, en 1973, y fue brevemente casada a Dick Ebersol, un presidente de NBC Sports y productor anterior de Saturday Night Live, en los años 1980. Ebersol y Stafford casaron en una playa en Malibu, en una boda asistida por tales individuos como John Belushi, Chevy Chase, y el productor de SNL, Lorne Michaels. Después de que contrajeron matrimonio, Chase agarró Stafford en una broma, tirándola en el océano. Stafford posteriormente se involucró con Dan Enright, un productor de concursos, y también fue en ese momento la vicepresidenta de relaciones públicas para Barry & Enright Productions.
Después de dejar el programa, obtuvo un B.A. en Nutrición y un M.A. en Psicología Clínica de Antioch University, y un Ph.D. en Psicología Clínica de la Pacific Western University (actualmente la Universidad de Miramar).
En 2003, hizo su primera aparición en un concurso de televisión después de dejar Wheel cuando modeló los premios para una semana especial de Hollywood Squares.